# Ion Niculi

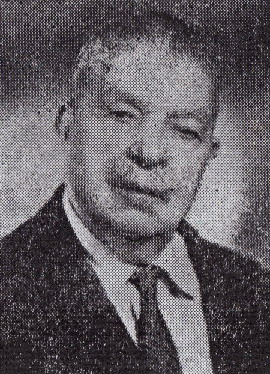
Ion Niculi

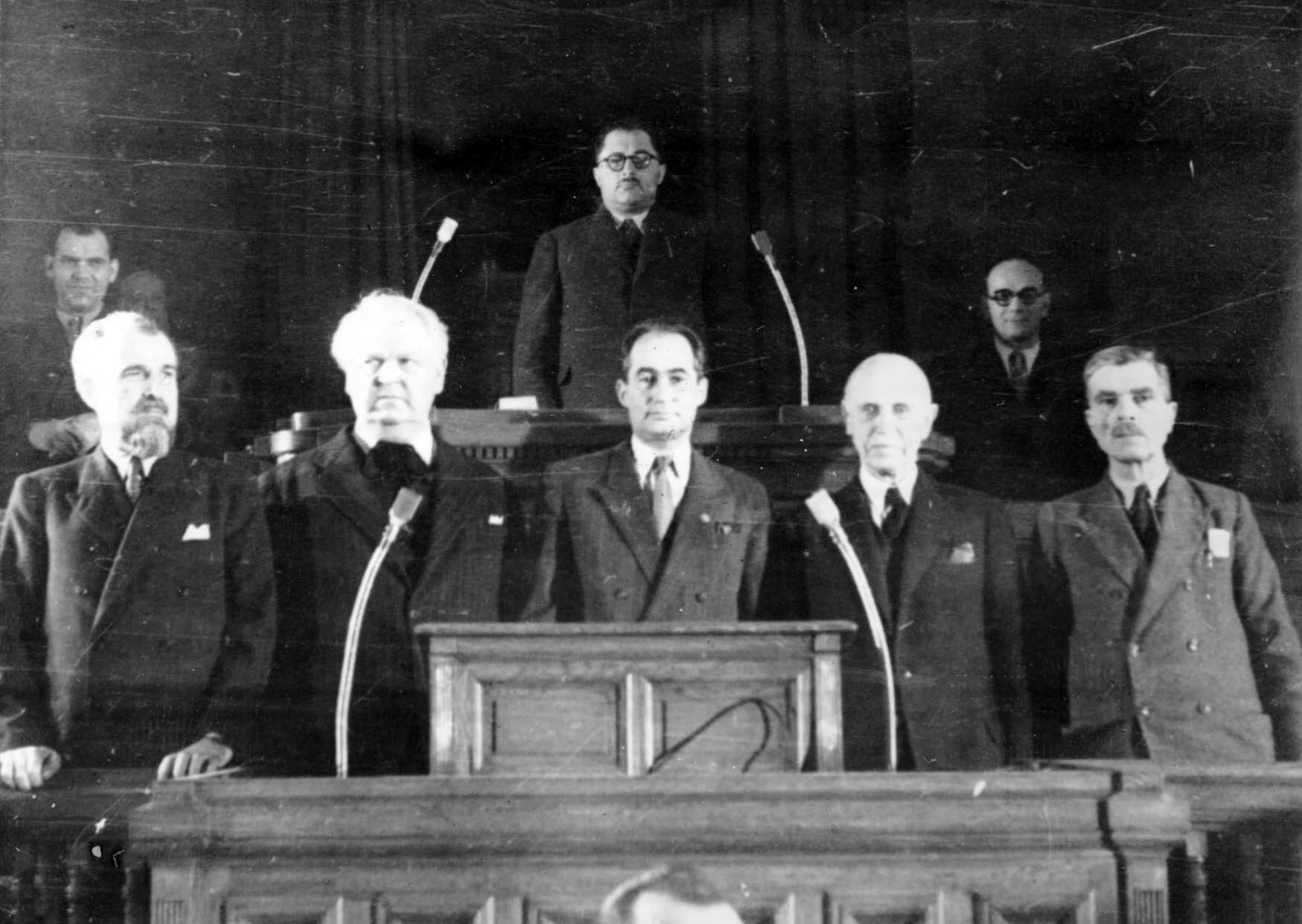
Das Präsidium der Großen Nationalversammlung 1948: Ştefan Voitec, Mihail Sadoveanu, Gheorghe Stere, Constantin Ion Parhon und Ion Niculi (v. l. n. r.)

Ion Niculi (* 7. Februar 1887 in Iași; † 31. Juli 1979 in Bukarest) war ein Politiker der Rumänischen Kommunistischen Partei PCR (Partidul Comunist Român), der unter anderem zwischen 1948 und 1953 Vizepräsident der Großen Nationalversammlung war.

## Leben
Ion Niculi besuchte vier Jahre die Grundschule und war nach einer Berufsausbildung zwischen 1902 und 1919 als Drucker in Druckereien in Iași und Bukarest beschäftigt. 1919 wurde er Mitglied der Kommission der Einheitlichen Gewerkschaften (Sindicatelor Unitare) in Iași und war dort 1920 Mitorganisator des Generalstreik. 1923 übernahm er den Posten als Sekretär der Einheitlichen Gewerkschaften und trat 1924 der damaligen Kommunistischen Partei PCdR (Partidul Comunist din România) als Mitglied bei. 1926 wurde er Mitglied des Stadtrates und war zugleich bis 1927 Vize-Bürgermeister von Iași. Daneben engagierte er sich weiterhin in der Gewerkschaftsarbeit und war Delegierter von Iași auf Kongressen der Druckergewerkschaft in Sibiu, Cluj und Timișoara. Daneben war er innerhalb der PCdR auch in deren Organisationen Demokratischer Block (Blocul Democratic), Arbeiterliga (Liga Muncii) sowie Freunde der Sowjetunion (Amicii U.R.S.S.) aktiv und wurde wegen seiner Aktivitäten mehrmals festgenommen. Er befand sich 1933 im Gefängnis von Chișinău, zwischen Mai und September 1941 sowie erneut von Februar bis August 1944 im Gefängnis von Târgu Jiu.
Niculi war für den Wahlkreis Iași zwischen 1946 und 1948 Mitglied der Abgeordnetenkammer (Adunarea Deputaților). Ferner war er vom 6. Dezember 1946 bis zum 25. Februar 1948 Mitglied des Exekutivkomitees der Gewerkschaft der Arbeiter der Druckindustrie. Er war zwischen dem 30. Dezember 1947 und dem 14. April 1948 Mitglied des Provisorischen Präsidiums der Volksrepublik Rumäniens, dem kollektiven Staatsoberhaupt mit Constantin Ion Parhon als Präsidenten. Auf dem Sechsten Parteitag der PMR (21. bis 23. Februar 1948) wurde er Mitglied des ZK der Rumänischen Arbeiterpartei PMR (Partidul Muncitoresc Român) und gehörte diesem Gremium bis zum 28. Dezember 1955 an. 1948 wurde er außerdem erstmals Mitglied der Großen Nationalversammlung (Marea Adunare Națională) und vertrat dort zunächst weiterhin den Wahlkreis Iași sowie im Anschluss von 1952 bis 1957 den Wahlkreis Pașcani. Am 14. April 1948 wurde er einer der Vizepräsidenten der Großen Nationalversammlung und bekleidete dieses Amt als Stellvertreter von Parlamentspräsident Constantin Ion Parhon bis zum 29. Januar 1953. Im Anschluss fungierte er als Vorsitzender des Exekutivkomitees des Volksrates (Sfat Popular) der damaligen Region Iași (Regiunea Iași). Er wurde auf dem Siebten Parteitag der PMR (23. bis 28. Dezember 1955) Mitglied der Zentralen Revisionskommission (ZRK) der PMR und war bis zum 25. Juni 1960 Mitglied dieses Gremiums. Zugleich wurde er 1956 Mitglied des PMR-Komitees der Region Iași.
Für seine Verdienste wurde Ion Niculi mehrmals ausgezeichnet und erhielt unter anderem 1949 den Orden der Arbeit Zweiter Klasse (Ordinul Muncii), 1962 den Orden der Arbeit Erster Klasse, 1967 den Orden 23. August Erster Klasse (Ordinul 23. August), 1971 den Titel Held der sozialistischen Arbeit (Erou al Muncii Socialiste) und die Goldene Medaille „Sichel und Hammer“ (Medalia de aur secera si ciocanul) sowie 1977 den Stern der Sozialistischen Republik Rumänien Erster Klasse (Ordinul Steaua Republicii Socialiste România).